# Andreas Odbjerg
Andreas Ferguen Dyre Odbjerg (Odense, 5 dicembre 1987) è un cantante danese.

## Biografia
Andreas Odbjerg ha partecipato sia a X Factor che a The Voice. È salito alla ribalta col brano Stor mand (2021), certificato settuplo platino dalla IFPI Danmark e numero uno nella Hitlisten. Sempre nel 2021 si è portato a casa due Danish Music Awards.
Hjem fra fabrikken, primo album in studio (2022), è stato certificato triplo platino dalla IFPI Danmark per le 60 000 unità ed è arrivato al numero uno nella classifica danese; l'LP contiene la traccia omonima, premiata con un Danish Music Award e seconda numero uno dell'artista nella hit parade danese.
Jeg ka' rigtig godt li' dig (2023) è stato riconosciuto con un Danish Music Award. Un hommage, uscito l'anno seguente, ha esordito al 2º posto della Hitlisten e ha superato le 10 000 copie equivalenti.

## Discografia

### Album in studio
- 2022 – Hjem fra fabrikken
- 2024 – Un hommage

### EP
- 2020 – Penge ind penge ud

### Singoli
- 2018 – Icemoneyassbitch
- 2018 – Anne Linnet
- 2019 – Dét helt okay
- 2019 – Tænker på dig
- 2019 – Føler mig selv 100
- 2020 – Min sang
- 2020 – Penge ind penge ud
- 2021 – Hjem uden klaver (con Knast e Bai-D)
- 2021 – I morgen er der også en dag
- 2021 – Velkommen tilbage
- 2021 – God jul
- 2022 – Blev du fanget af noget?
- 2022 – Hvad skal verden med sådan en som mig?
- 2023 – Smugryger
- 2023 – Jeg ka' rigtig godt li' dig (con Ida Laurberg)
- 2023 – Vennesangen (con Knast)
- 2024 – Benny
- 2024 – God dag (con Lamin e Ida Laurberg)
- 2025 – USA